# Municipalità locale di Tsolwana
La municipalità locale di Tsolwana (in inglese Tsolwana Local Municipality) è stata una municipalità locale del Sudafrica appartenente alla municipalità distrettuale di Chris Hani, nella provincia del Capo Orientale. In base al censimento del 2001 la sua popolazione è di 32.516 abitanti.
È stata soppressa nel 2016, quando si è fusa con le municipalità locali di Inkwanca e di Lukhanji per costituire la municipalità locale di Enoch Mgijima.
La sede amministrativa e legislativa era la città di Tarkastad e il suo territorio si estendeva su una superficie di 6.024 km² ed era suddiviso in 5 circoscrizioni elettorali (wards). Il suo codice di distretto è EC132.

## Geografia fisica

### Confini
La municipalità locale di Tsolwana confinava a nord con quella di Gariep (Ukhahlamba), a est con quelle di Inkwanca e Lukhanji, a sud con quella di Nxuba (Amatole) e a ovest con quella di Inxuba Yethemba.

### Città e comuni
- Amaqwati
- Amavundle
- Basoto
- Hofmeyer
- Lammermoor
- Spring Valley
- Tarka
- Tarkastad
- Teviot
- Zola

### Fiumi
- Elands
- Gunstelingstroom
- Groot - Brak
- Haasfonteinloop
- Heuningklip
- Hongerskloof
- Klaas Smits
- Klein Brak
- Kuzitungu
- Kwaai
- Reit
- Swart – Kei
- Swart - Klei
- Tarka
- Teebus
- Vlekpoort

### Dighe
- Bekkers Dam
- Grassridge Dam
- Grootdam
- Kommandodrift Dam
- Mitford Dam
- Tentergate Dam
- Thrift Dam
- Van Der Lindesdam